# Escaló (antic municipi)
|  | Aquest article és sobre l'antic municipi d'aquest nom. Per al poble, vegeu Escaló. |

| \| ← \| 1812 — 1971 \| → \|                   |                    |   |
| Escut d'armes                                 |                    |   |
| Escaló dins de la Guingueta d'Àneu            |                    |   |
| Període històric                              | Edat Contemporània |   |
| • Creació del municipi (Constitució de Cadis) | 1812               |   |
| • Annexió d'Escart i Estaron                  |                    |   |
| • Annexió a la Guingueta d'Àneu               | 1971               |   |
| Altitud                                       | 1.387,8 m          |   |
| Superfície                                    |                    |   |
| • 1971                                        | 34,21 km2          |   |
| • 2011                                        | 34,21 km2          |   |
| Població                                      |                    |   |
| • 2011                                        | 135                |   |
| Densitat                                      | 3,9/km²            |   |
| ←                                             | 1812 — 1971        | → |

El municipi d'Escaló era un municipi de la comarca del Pallars Sobirà que va ser incorporat el 1971 al nou terme, creat en aquell moment, de la Guingueta d'Àneu, juntament amb els termes de Jou i Unarre. El municipi d'Escaló fou creat el 1812 a partir de les disposicions de la Constitució de Cadis i es mantingué independent fins a la seva incorporació a la Guingueta d'Àneu. També foren creats el 1812 els ajuntaments d'Escart i Estaron, tots dos incorporats a Escaló el 1847.
El terme incloïa els pobles esmentats (Escaló, Escart i Estaron), a més del d'Arides, despoblat de fa molt de temps. També incloïa el monestir benedictí, més endavant adscrit a Santa Maria de Gerri, de Sant Pere del Burgal. També hi pertanyia la meitat occidental de la línia defensiva d'entrada meridional a la Vall d'Àneu, constituïda pel Castell d'Escaló amb el complement de la Torrassa, el Castellot d'Estaís i els castells d'Escart, Llort, Berrós i Llavorre.

## Escut

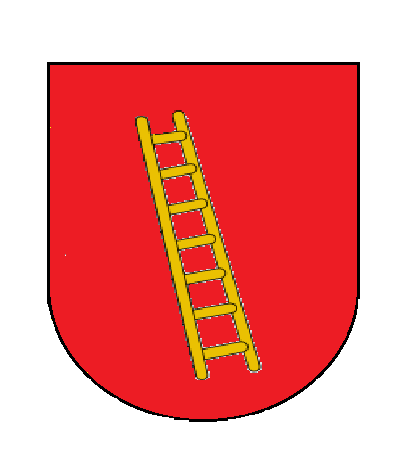
Escut antic d'Escaló

L'escut d'Escaló fou l'escut d'armes del municipi extingit d'Escaló, a la comarca del Pallars Sobirà. Perdé vigència el 1971, quan foren agrupats els antics termes d'Escaló, Jou i Unarre en el municipi de nova creació de la Guingueta d'Àneu. El 7 de febrer del 1989, després de 18 anys sense escut normalitzat segons la normativa actualment vigent, el nou municipi adoptà l'escut actual. És un escut de gules, una escala d'or.

## Geografia
El terme d'Escaló era el mitjà dels tres municipis units en el nou de la Guingueta d'Àneu. Amb una extensió de 34,21 km², representava quasi un terç del nou terme, de 107,96 km². L'antic terme d'Escaló ocupa el terç meridional de l'actual terme de la Guingueta d'Àneu. S'articula a banda i banda de la Noguera Pallaresa. El terme d'Escaló limitava al nord amb l'antic terme de Jou, al nord-est i est amb l'antic terme d'Estaon (ara, Vall de Cardós), al sud-est amb el de Tírvia, al sud amb el de Llavorsí, al sud-oest amb el de Rialb, i a l'oest amb el d'Espot.

### Perímetre de l'antic terme municipal
Aquesta descripció comença al lloc on ara hi ha la Presa de la Torrassa, a l'extrem meridional del Pantà de la Torrassa, on es trobaven els termes municipals de Jou, Escaló (ara units a la Guingueta d'Àneu) i Espot.

#### Límit ambJou(ara,la Guingueta d'Àneu)
Des del Pantà de la Torrassa l'antic termenal començava a pujar per l'esquerra de la Noguera Pallaresa per Nogueres cap al Comaniro i la Posella del Faro, a migdia de Boldís Jussà i Boldís Sobirà. El termenal fa un arc còncau cap al nord, començant en direcció sud-est i acabant en la del nord-est. Així, s'adreça al Pla d'Arides, a migdia del Coll d'Orla, on hi havia hagut el poble d'Arides. En aquest lloc es troben els termes d'Escaló, Jou i Estaon (el darrer, ara Vall de Cardós).

#### Límit ambEstaon(ara,Vall de Cardós)
Del Pla d'Arides, el termenal amb el terme d'Estaon, ara de Vall de Cardós, s'adreça cap al sud, gira cap a l'est i de seguida torna a emprendre cap al sud-est. És un tram carener, de quasi un quilòmetre i mig, fins que troba una nova fita tritermenal, en aquest cas entre Escaló, Estaon i Ribera de Cardós, els dos darrers actualment units en el de Vall de Cardós.

#### Límit ambRibera de Cardós(ara,Vall de Cardós)
Des del punt anterior, el termenal seguia la direcció sud-est, seguint la Serra d'Aurati fins al Pui de Pouet, a 2.021,6 metres d'altitud. Continua cap al sud, i després enllaça amb la Serra Plana on, a la cota 1.850, aproximadament, es trobaven els termes d'Escaló, Ribera de Cardós i Tírvia.

#### Límit ambLlavorsí
Des de la Serra Plana, a l'extrem nord-est de la Serra de la Badallola, el termenal baixa en línia recta cap al sud-oest, passa al nord de la Roca de Sant Antoni, deixant el poble d'Aidí a llevant, travessa la Rocassa i baixa pel coster de la riba esquerra de la Noguera Pallaresa. La travessa, i arriba al punt quilomètric 146,225 de la carretera C-13. Continua cap al sud-oest, travessant les Blandes, i s'adreça al Turó de les Bruixes, de 1.207 metres d'altitud. En aquest lloc fa una girada de quasi 280º graus cap al nord, travessa el Riu de Baiasca, arriba a tocar la carretera ja esmentada, a uns cent metres al sud-oest de l'aiguabarreig del Riu de Baiasca amb la Noguera Pallaresa. Aleshores el termenal torç cap a l'oest, fent algunes girades per l'accidentat de la carena per on discorre, i puja a la Collada dels Rebolls, de 1.136,5 metres d'altitud, continua pujant per la carena principa, torç cap al nord-oest en assolir el Pui Blanc (1.423,9), continua pujant gradualment cap al serrat d'Auressi, que segueix del tot cap al nord-oest, i passa successivament pel Pui Agut (1.678,7), el Bony de Santa Bàrbara (1.914,7) i la Collada dels Alls (1.842,4), i continua essencialment cap a l'oest fins que comença a marcar un arc en arribar al Coll del Rit, (1.818,8). Aleshores s'adreça a la Muntanya d'Escart, deixant el poble de Baiasca al sud-est de la carena i tota la capçalera dels barrancs d'Encasi i de Cultius, els dos que formen el Riu de Baiasca, i al nord tota la vall del Riu d'Escart. Superada la Muntanya d'Escart, el termenal continua cap al sud-oest, cap al Cap de Campmaior (2.044,9), on troba el triterme entre Escaló, Llavorsí i Surp (ara, Rialb).

#### Límit ambSurp(ara,Rialb)
Des del Cap de Campmaior, el termenal seguia la carena cap a ponent, fent de primer un petit arc inflexionat al nord, fins al Planell de Campmaior, de 2.047,2 metres d'altitud. Tot seguit, seguia la carena cap al sud-oest fins a la cota 1.850, a l'extrem d'un serrat, on tornava a girar cap al nord-oest. Segueix pel vessant de la serra, aproximadament en línia recta, travessa el Torrentet de Posaboga, i, passat, un altre serradet, anava a buscar el Riu de Caregue, ja a la seva capçalera. Seguia aquest riu un tros aigües amunt, cap a ponent, fins que arribava al Serrat del Tou. Aleshores, trencant cap al nord-oest, seguia aquest serrat fins al capdamunt, on, a l'extrem oriental de la Serra dels Estanyets, troba el triterme entre Surp, Escaló i Espot.

#### Límit ambEspot
Des del punt anterior, el termenal amb Espot és una línia recta que no segueix cap criteri orogràfic; és dels típic límits traçats en un despatx amb un cop de regle i que, a la llarga, tants problemes provoquen, atès que tallen pel mig unitats geogràfiques. Així, el termenal talla la capçalera del Riu de Caregue i totes les capçaleres de vall dels torrents afluents per l'esquerra del Riu d'Escart. Aquesta línia recta, que segueix una direcció est-nord-est, arriba al Bosc de Serrós, en el vessant sud-oriental del Pui Alt, des d'on davalla per una careneta fins a trobar la Noguera Pallaresa a prop i al nord de la fita quilomètrica 152 de la carretera C-13, que discorre en aquell lloc ran del riu. En aquest punt es trobaven els termes d'Espot, Escaló i Jou, els dos darrers actualment integrats en la Guingueta d'Àneu, en el punt esmentat al començament d'aquesta descripció.

### Entitats de població
| Entitat de població | Habitants (2011) |
| ------------------- | ---------------- |
| Escaló              | 101              |
| Escart              | 11               |
| Estaron             | 23               |
| Font: Idescat       |                  |

## Història

### Edat contemporània
L'ajuntament d'Escaló fou creat el 1812, arran de les lleis promulgades a partir de la Constitució de Cadis i la reforma de tot l'estat que s'emprengué, i fou suprimit el 1971, amb la seva incorporació al nou municipi creat aquell any, la Guingueta d'Àneu.
Alcaldes:
- J. Francesc Salvador (1899)
- Francesc Bardina (1900)

### Demografia
En el cens del 1857, Escaló apareix amb 506 habitants i 113 cèdules personals inscrites, repartides de la manera següent: Escaló, 269 habitants i 47 cèdules; Escart, 143 i 41, i Estahon, 94 i 25.

## Llocs d'interès

### Històric
- Sant Just i Sant Pastor de Son, església romànica.
- Sant Pere de l'Abadia, antiga església romànica, transformada en rectoria (abadia).
- Torre de les Hores, notable torre de defensa medieval.

### Paisatgístic
- Centre de Natura de les Planes de Son, de la Fundació Catalunya-La Pedrera.

## Activitat econòmica
Tradicionalment, Son vivia de la cria de bestiar, aprofitant les abundants pastures del terme del poble, i una minsa agricultura d'autoconsum. Actualment hi ha una mica de turisme, derivat de l'explotació de la riquesa medioambiental de l'entorn. A les Planes de Son hi ha instal·lat un complex, construït per l'Obra social d'una caixa d'estalvis catalana, amb observatori astronòmic i un centre d'activitats a l'entorn de la natura.

## Serveis turístics
A les Planes de Son, a 1,5 quilòmetres de Son, hi ha un complex turístic amb bar, restaurant i hotel. En el poble mateix hi ha el refugi-allotjament rural de Casa Masover, que ofereix allotjament, restaurant i servei de taxi, tant per carretera com per la muntanya (pistes accessibles a vehicles tot terreny).
A més dels anteriors, cal comptar amb la proximitat amb Escaló, Esterri d'Àneu, la Guingueta d'Àneu, Sorpe, València d'Àneu i Ribera de Cardós, a més d'Espot, permet de gaudir dels que existeixen en aquests pobles veïns.

## Comunicacions
Son és a 4 quilòmetres de carretera local des del punt quilomètric 63 de la C-28 a un quilòmetre per carretera al nord-oest de València d'Àneu. Dista 6,5 quilòmetres d'Esterri d'Àneu, 37,3 de Sort i 42,8 de Vielha.
No existeix cap mena de transport públic col·lectiu regular que permeti arribar, o sortir, de Son.